# Feliks Jan Maria Boretti

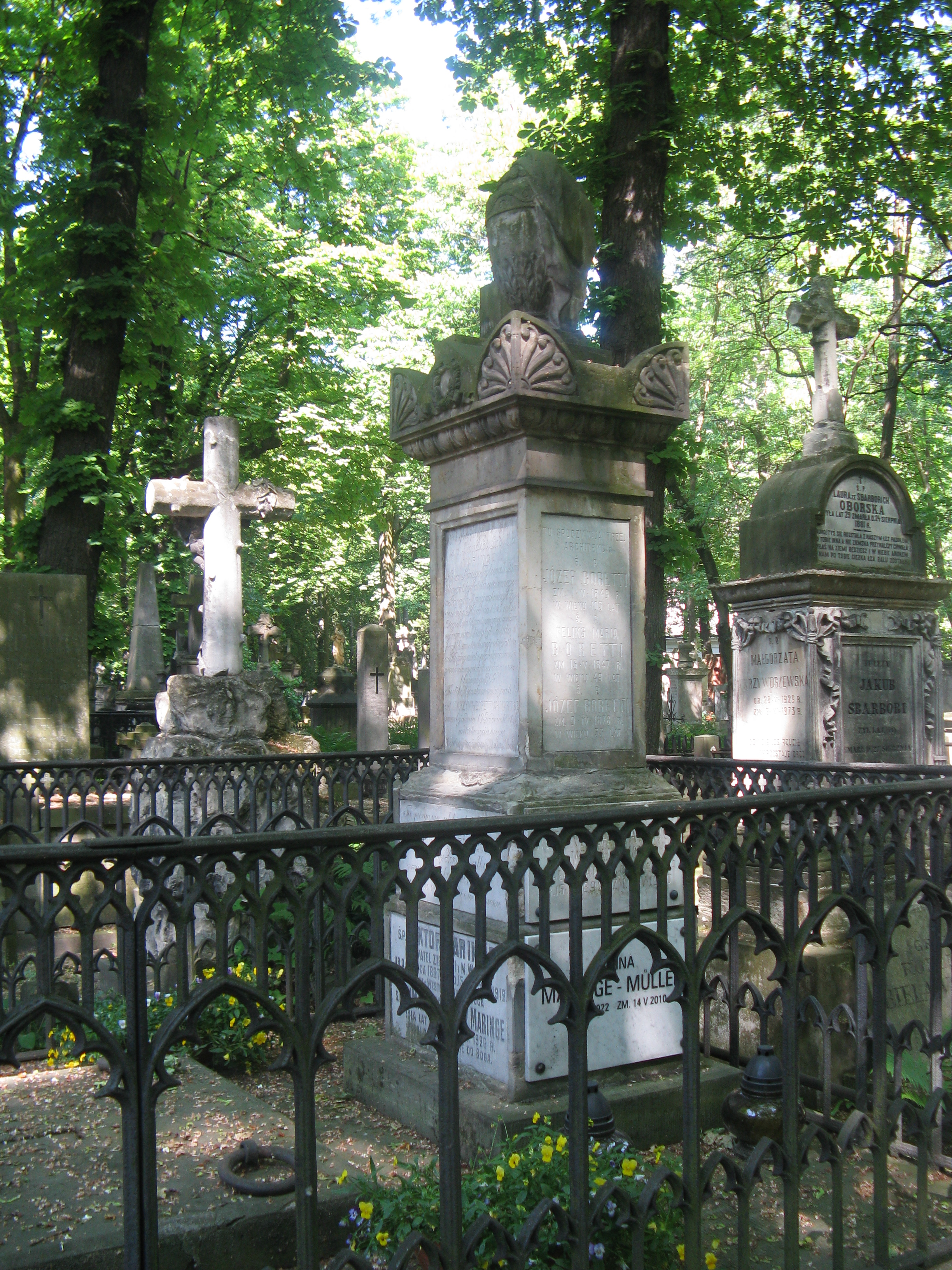
Grób rodzinny Feliksa i Borettich na cmentarzu Powązkowskim w Warszawie

Feliks Jan Maria Boretti (chrzczony 22 listopada 1798 w Warszawie, zm. 13 maja 1847 tamże) − polski budowniczy.

## Życiorys
Feliks wybrał zawód ojca i od niego odebrał pierwsze nauki, lecz był budowniczym już innego typu: budowniczym-urzędnikiem.
Nauki rozpoczął w Zakładzie Księży Pijarów. Wraz ze swoim bratem stryjecznym Włochem Pawłem Boretti, w dniu 20 marca 1817 roku w wieku lat 19 zapisał się do Królewskiego Uniwersytetu Warszawskiego na Wydział Nauk i Sztuk Pięknych (numer albumu 685). Pracował przez wiele lat w Państwowej Administracji Budowlanej, od 1815 - jako koordynator (konduktor) aplikant przy intendencie generalnym budowli królewskich Jakubie Kubickim, od 1818 jako budowniczy koadjutor przy Komisji Nadzoru Budów i Korony. W 1831 awansował na etatowego budowniczego przy pałacach carskich Łazienek i Belwederu. Mimo obowiązków administracyjnej raczej natury, z jego fachową opinią liczono się wówczas w Warszawie. Był aktywnym członkiem Towarzystwa Dobroczynności. Mieszkał na terenie parku Łazienkowskiego, gdzie przygotowywał mieszkania dla cesarza i wielkich książąt. Zajmował dość wysokie stanowiska służbowe. Był kawalerem wysokich odznaczeń rosyjskich w tym Orderu Świętego Stanisława III klasy.
Pochowany na cmentarzu Powązkowskim w grobowcu rodzin Boretti-Maringe (kwatera 4-1-29), razem m.in. ze swoim ojcem Józefem i synem Józefem Antonim.

## Życie prywatne
Dzieci Feliksa Jan Marii żonatego z Anną Rozyną Hauschildt (1803−1837):
- Józef Antoni (1825−1878) - także budowniczy jak dziadek i ojciec
- Ludwika Joanna (1826−1851)
- Edward Kalixt (1828−1836)
- Katarzyna Franciszka (1830−1851)
- Emil Piotr Paweł (1832−1833)
- Teofil Józef (1834−1910) - pionier polskiej fotografii, uczeń i współpracownik swojego stryja Karola Beyera
- Pankracy Bonifacy (1835−1915) - generał wojsk carskich
- Marceli Antoni (1837−1892)